# Мутин, Валерий Александрович
Валерий Александрович Мутин (род. 2 июня 1955, Хабаровск) — российский энтомолог, этолог и биогеограф, доктор биологических наук, профессор, специалист по систематике мух-журчалкок.

## Биография
Родился 2 июня 1955 в Хабаровске. Кандидатская диссертация защищена в 1985 году по теме «Фауна и экология мух-журчалок (Diptera, Syrphidae) юга Дальнего Востока». В 2004 году защитил докторскую диссертацию по теме «Мухи-журчалки (Diptera, Syrphidae) Дальнего Востока России : Фауна, биогеография, экология». Проживает в Комсомольске-на-Амуре, участвует в научных экспедициях по Дальнему Востоку России. Член диссертационного совета при федеральном научном центре Биоразнообразия ДВО РАН.

## Публикации
- Barkalov A. V., Mutin V. A. Two new species of Syrphidae (Diptera) from Chukotka (Northern Russian Far East) (англ.) // Zootaxa : journal. — 2014. — Vol. 3846, no. 2. — P. 285—292.. — ISSN 1175-5326.
- Мутин В. А. Обзор мух-журчалок рода Graptomyza Wiedemann, 1820 (Diptera, Syrphidae) фауны СССР // Энтомологическое обозрение : журнал. — 1983. — Т. 62, № 3. — С. 628—632. — ISSN 0367-1445.
- Мутин В. А. Два новых вида мух-журчалок (Diptera, Syrphidae) с юга Дальнего Востока СССР // Зоологический журнал : журнал. — 1984. — Т. 63, № 5. — С. 783—785. — ISSN 0044-5134.

## Таксоны, описанные Мутиным
- Microdon nigrodorsatum Mutin, 2001
- Ceriana stackelbergi Mutin, 1999
- Eumerus arkadii Mutin, 1999
- Psilota kroshka Mutin, 1999
- Mallota shatalkini Mutin, 1999
- Graptomyza subvlavonotata Mutin, 1983
- Ferdinandea luteola Mutin, 1999
- Brachyopa violovitshi Mutin, 1985
- Chrysogaster aliniensis Mutin, 1999
- Myolepta pulverum Mutin, 1999
- Blera violovitshi Mutin, 1991
- Criorhina alexandri Mutin, 1999
- Chalcosyrphus admirabilis Mutin, 1984
- Xylota atricoloris Mutin, 1987
- Dasysyrphus zinchenkoi Mutin & Barkalov, 1997
- Syrphus annulifemur Mutin 1997
- Allograpta maritima Mutin, 1986
- Epistrophe olgae Mutin, 1993
- Melangyna arsenjevi Mutin, 1986
- Melangyna macromaculata Mutin, 1998
- Parasyrphus iraidae Mutin, 1987
- Chrysotoxum ramphostomus Mutin, 1999
- Paragus clausseni Mutin, 1999
- Melanostoma boreomontanum Mutin, 1986
- Platycheirus barkalovi Mutin, 1999
- Cryptopipiza Mutin, 1998
- Heringia tsherepanovi Mutin, 1988
- Pipiza poday Mutin, 2002
- Sphegina gigas Hippa, van Steenis & Mutin, 2015